# 24-Stunden-Rennen von Le Mans 2006

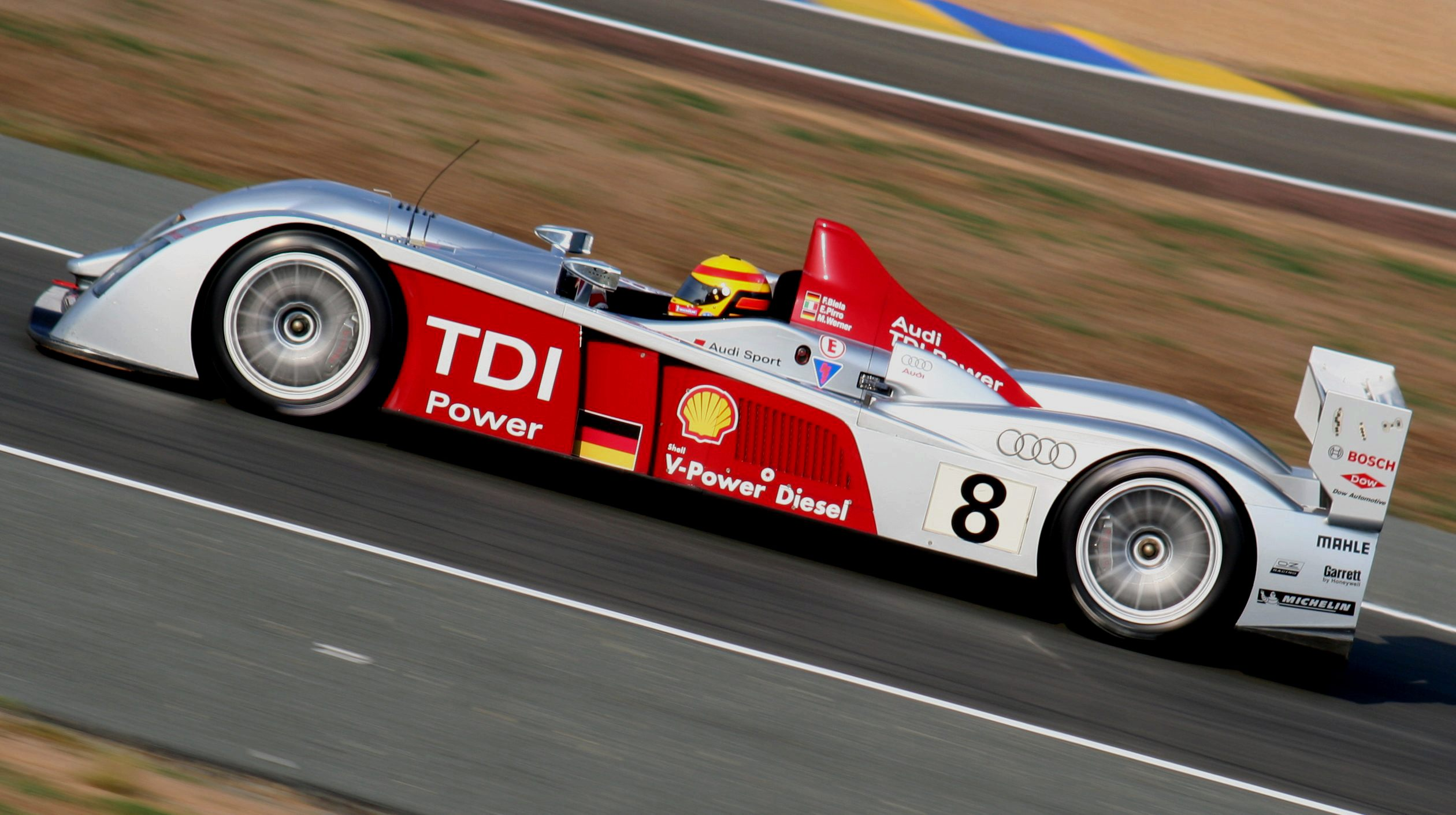
Der siegreiche Audi R10 TDI von Frank Biela, Marco Werner und Emanuele Pirro während des Trainings

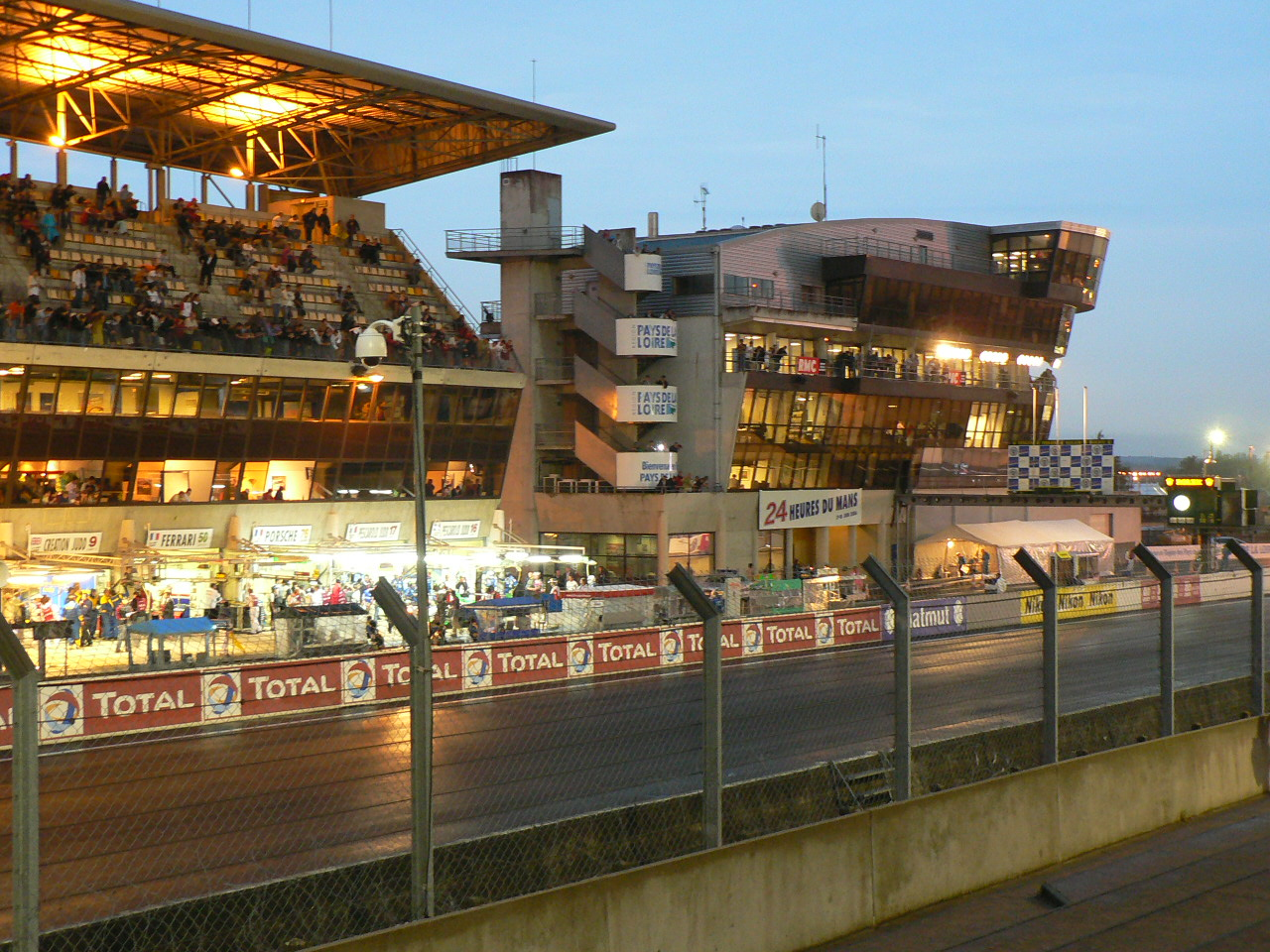
Die Boxenanlage während des Nachttrainings am Mittwoch vor dem Rennen

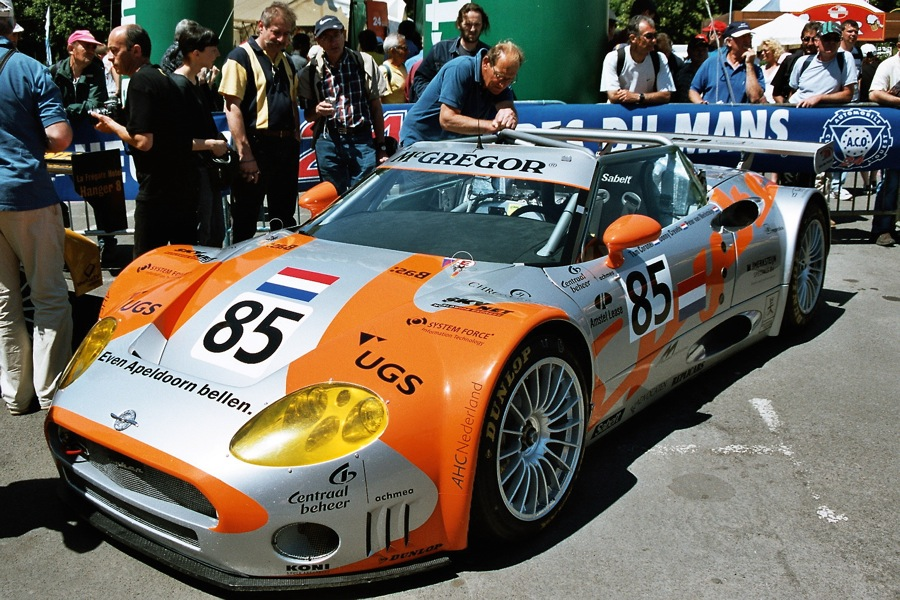
Der Spyker C8 Spyder GT2-R mit der Startnummer 85

Das 74. 24-Stunden-Rennen von Le Mans, der 74e Grand Prix d’Endurance les 24 Heures du Mans, auch 24 Heures du Mans, Le Mans, fand vom 17. bis 18. Juni 2006 auf dem Circuit des 24 Heures statt.

## Das Rennen
Nachdem der Audi R8 nicht mehr eingesetzt worden war, kam Audi mit einem völlig neuen Fahrzeug- und Motorenkonzept nach Le Mans. Der am 13. Dezember 2005 in Paris vorgestellte Audi R10 TDI wurde von einem neu entwickelten, 5,5-Liter-Zwölfzylinder-TDI-Motor mit Biturboaufladung angetrieben. Mit über 475 kW und 1200 Newtonmetern übertraf der Le-Mans-Prototyp die Leistungsdaten seines erfolgreichen Vorgängers R8. Das V12-Triebwerksgehäuse war vollständig aus Aluminium gefertigt.
Beim ersten Renneinsatz, dem 12-Stunden-Rennen von Sebring, gab es unerwartete Probleme. Bei beiden Fahrzeugen traten Schwierigkeiten mit den Kühlern auf, ein Wagen ging während des Rennens sogar durch einen bei Audi sehr seltenen Motorschaden verloren. In Le Mans waren R10 gemeldet, die von den Teams Capello/Kristensen/McNish und Biela/Werner/Pirro gefahren wurden. Einzig ernstzunehmende Gegner waren wie im Vorjahr die Pescarolo C60 von Henri Pescarolo sowie der Dome S101 von Jan Lammers. Bei Pescarolo saßen wie in den Jahren davor mit Emmanuel Collard, Érik Comas, Nicolas Minassian, Éric Hélary und dem inzwischen zweifachen Rallye-Weltmeister Sébastien Loeb nur Franzosen in den Cockpits. Lammers verpflichtete neben dem inzwischen schon 50-jährigen Stefan Johansson den ehemaligen malaysischen Formel-1-Piloten Alex Yoong. Im Rennen waren die beiden Audi der Konkurrenz klar überlegen. Die Entscheidung über den Sieg wurde durch einen defekten Turbolader am Wagen mit der Nummer 8 entschieden. Den Rückstand von über zehn Runden auf den zweiten Werkswagen konnte dieser Audi nicht mehr aufholen. Für Pescarolo gab es dadurch einen überraschenden zweiten Endrang.
Die LMP2-Klasse war in diesem Jahr besser besetzt als bei den vergangenen Veranstaltungen. Der MG-Lola EX264 von Mike Newton, Thomas Erdos und Andy Wallace blieb im Rennen dennoch ungefährdet. Der Vorsprung auf den Klassenzweiten Lola B05/42 von William Binnie, Yōjirō Terada und Allen Timpany betrug am Schluss 15 Runden.
In den GT-Klassen kämpften die Teams fast 24 Stunden um die Positionen. In der GT1-Klasse siegte die Corvette-Mannschaft Oliver Gavin/Olivier Beretta/Jan Magnussen, die bis auf den vierten Gesamtrang vorfuhr. Für das Trio war es der dritte Klassensieg in Folge. Für die große Überraschung sorgte die GT2-Klasse. Dort setzte sich der neu entwickelte Panoz Esperante GT-LM von Lawrence Tomlinson, Tom Kimber-Smith und Richard Dean knapp gegen die favorisierten Porsche durch.

## Ergebnisse

### Piloten nach Nationen
| 30 Briten      | 29 Franzosen | 16 US-Amerikaner | 10 Dänen    | 10 Italiener   |
| 8 Niederländer | 8 Japaner    | 6 Deutsche       | 5 Schweizer | 4 Belgier      |
| 3 Brasilianer  | 3 Kanadier   | 3 Portugiesen    | 2 Mongassen | 2 Schweden     |
| 2 Spanier      | 2 Tschechen  | 1 Australier     | 1 Malaye    | 1 Neuseeländer |
| 1 Österreicher | 1 Russe      | 1 Saudi          | 1 Slovake   |                |

### Schlussklassement
| Pos.            | Klasse | Nr. | Team                             | Fahrer                                                  | Chassis                     | Motor                     | Reifen | Runden |
| --------------- | ------ | --- | -------------------------------- | ------------------------------------------------------- | --------------------------- | ------------------------- | ------ | ------ |
| 1               | LMP1   | 8   | Audi Sport Team Joest            | Frank Biela Marco Werner Emanuele Pirro                 | Audi R10 TDI                | Audi TDI 5.5L Turbo V12   | M      | 380    |
| 2               | LMP1   | 17  | Pescarolo Sport                  | Sébastien Loeb Éric Hélary Franck Montagny              | Pescarolo C60               | Judd GV5 S2 5.0L V10      | M      | 376    |
| 3               | LMP1   | 7   | Audi Sport Team Joest            | Rinaldo Capello Tom Kristensen Allan McNish             | Audi R10 TDI                | Audi TDI 5.5L Turbo V12   | M      | 367    |
| 4               | GT1    | 64  | Corvette Racing                  | Oliver Gavin Olivier Beretta Jan Magnussen              | Chevrolet Corvette C6.R     | Chevrolet LS7R 7.0L V8    | M      | 355    |
| 5               | LMP1   | 16  | Pescarolo Sport                  | Emmanuel Collard Érik Comas Nicolas Minassian           | Pescarolo C60               | Judd GV5 S2 5.0L V10      | M      | 352    |
| 6               | GT1    | 007 | Aston Martin Racing              | Tomáš Enge Darren Turner Andrea Piccini                 | Aston Martin DBR9           | Aston Martin 6.0L V12     | M      | 350    |
| 7               | GT1    | 72  | Luc Alphand Aventures            | Luc Alphand Patrice Goueslard Jérôme Policand           | Chevrolet Corvette C5-R     | Chevrolet LS7R 7.0L V8    | M      | 346    |
| 8               | LMP2   | 25  | Ray Mallock Ltd.                 | Mike Newton Thomas Erdos Andy Wallace                   | MG-Lola EX264               | AER P07 2.0L Turbo I4     | M      | 343    |
| 9               | GT1    | 62  | Russian Age Racing               | Antonio García David Brabham Nelson Piquet junior       | Aston Martin DBR9           | Aston Martin 6.0L V12     | M      | 343    |
| 10              | GT1    | 009 | Aston Martin Racing              | Pedro Lamy Stéphane Sarrazin Stéphane Ortelli           | Aston Martin DBR9           | Aston Martin 6.0L V12     | M      | 342    |
| 11              | GT1    | 66  | ACEMCO Motorsports               | Johnny Mowlem Terry Borcheller Christian Fittipaldi     | Saleen S7-R                 | Ford 7.0L V8              | M      | 337    |
| 12              | GT1    | 63  | Corvette Racing                  | Ron Fellows Johnny O’Connell Massimiliano Papis         | Chevrolet Corvette C6.R     | Chevrolet LS7R 7.0L V8    | M      | 327    |
| 13              | LMP2   | 24  | Binnie Motorsports               | William Binnie Yōjirō Terada Allen Timpany              | Lola B05/42                 | Zytek ZG348 3.4L V8       | M      | 326    |
| 14              | LMP2   | 27  | Miracle Motorsports              | Andy Lally John Macaluso Ian James                      | Courage C65                 | AER P07 2.0L Turbo I4     | K      | 324    |
| 15              | GT2    | 81  | Team LNT                         | Lawrence Tomlinson Tom Kimber-Smith Richard Dean        | Panoz Esperante GT-LM       | Élan 5.0L V8              | P      | 321    |
| 16              | GT2    | 83  | Seikel Motorsport                | Lars-Erik Nielsen Pierre Ehret Dominik Farnbacher       | Porsche 911 GT3-RS          | Porsche 3.6L Flat-6       | Y      | 320    |
| 17              | GT2    | 87  | Scuderia Ecosse                  | Andrew Kirkaldy Chris Niarchos Tim Mullen               | Ferrari F430 GT             | Ferrari F136 4.0L V8      | M      | 311    |
| 18              | GT2    | 80  | Flying Lizard Motorsports        | Johannes van Overbeek Patrick Long Seth Neiman          | Porsche 911 GT3-RSR         | Porsche 3.6L Flat-6       | M      | 309    |
| 19              | LMP2   | 33  | Intersport Racing                | Clint Field Liz Halliday Duncan Dayton                  | Lola B05/40                 | AER P07 2.0L Turbo I4     | G      | 297    |
| 20              | LMP2   | 22  | Rollcentre Racing                | Martin Short João Barbosa Stuart Moseley                | Radical SR9                 | Judd XV675 3.4L V8        | D      | 294    |
| 21              | LMP2   | 32  | Barazi-Epsilon                   | Juan Barazi Michael Vergers Neil Cunningham             | Courage C65                 | AER P07 2.0L Turbo I4     | M      | 294    |
| 22              | GT2    | 93  | Team Taisan Advan                | Kazuyuki Nishizawa Shinichi Yamaji Philip Collin        | Porsche 911 GT3-RS          | Porsche 3.6L Flat-6       | Y      | 291    |
| Nicht klassiert |        |     |                                  |                                                         |                             |                           |        |        |
| 23              | GT2    | 73  | Gordon Racing Team               | Yves-Emmanuel Lambert Christian Lefort Romain Iannetta  | Porsche 911 GT3-RSR         | Porsche 3.8L Flat-6       | D      | 282    |
| 24              | LMP1   | 2   | Zytek Engineering                | John Nielsen Casper Elgaard Philip Andersen             | Zytek 06S                   | Zytek ZB408 4.0L V8       | M      | 269    |
| 25              | LMP1   | 19  | Chamberlain-Synergy Motorsport   | Bob Berridge Gareth Evans Peter Owen                    | Lola B06/10                 | AER P32T 3.6L Turbo V8    | D      | 267    |
| 26              | LMP2   | 20  | Pir Competition                  | Marc Rostan Simon Pullan Chris MacAllister              | Pilbeam MP93                | Judd XV675 3.4L V8        | M      | 244    |
| 27              | GT1    | 53  | JLOC Isao Noritake               | Marco Apicella Kōji Yamanishi Yasutaka Hinoi            | Lamborghini Murcielago R-GT | Lamborghini L535 6.0L V12 | P      | 283    |
| Ausgefallen     |        |     |                                  |                                                         |                             |                           |        |        |
| 28              | GT2    | 89  | Sebah Automotive Ltd.            | Christian Ried Xavier Pompidou Thorkild Thyrring        | Porsche 911 GT3-RSR         | Porsche 3.6L Flat-6       | D      | 256    |
| 29              | LMP1   | 9   | Creation Autosportif Ltd.        | Felipe Ortiz Beppe Gabbiani Jamie Campbell-Walter       | Creation CA06/H             | Judd GV5 S2 5.0L V10      | M      | 240    |
| 30              | GT1    | 50  | Larbre Compétition               | Patrick Bornhauser Jean-Luc Blanchemain Gabriele Gardel | Ferrari 550 GTS Maranello   | Ferrari F133 5.9L V12     | M      | 222    |
| 31              | GT2    | 76  | IMSA Performance Matmut          | Raymond Narac Luca Riccitelli Romain Dumas              | Porsche 911 GT3-RSR         | Porsche 3.8L Flat-6       | M      | 211    |
| 32              | GT2    | 86  | Spyker Squadron b.v.             | Jeroen Bleekemolen Mike Hezemans Jonny Kane             | Spyker C8 Spyder GT2-R      | Audi 3.8L V8              | M      | 202    |
| 33              | GT1    | 67  | Convers MenX Team                | Alexey Vasilyev Robert Pergl Peter Kox                  | Ferrari 550 GTS Maranello   | Ferrari F133 5.9L V12     | M      | 196    |
| 34              | GT2    | 91  | T2M Motorsport                   | Yutaka Yamagishi Jean-René de Fournoux Miro Konopka     | Porsche 911 GT3-RS          | Porsche 3.6L Flat-6       | D      | 196    |
| 35              | LMP2   | 39  | Chamberlain-Synergy Motorsport   | Miguel Amaral Warren Hughes Miguel Ángel de Castro      | Lola B05/40                 | AER P07 2.0L Turbo I4     | D      | 196    |
| 36              | LMP1   | 6   | Lister Storm Racing              | Gavin Pickering Nicolas Kiesa Jens Møller               | Lister Storm LMP            | Chevrolet LS1 6.0L V8     | D      | 192    |
| 37              | LMP1   | 14  | Racing for Holland               | Jan Lammers Alex Yoong Stefan Johansson                 | Dome S101Hb                 | Judd GV5 5.0L V10         | D      | 182    |
| 38              | LMP1   | 12  | Courage Compétition              | Sam Hancock Alexander Frei Gregor Fisken                | Courage LC70                | Mugen MF458S 4.5L V8      | Y      | 171    |
| 39              | GT2    | 90  | White Lightning Racing           | Jörg Bergmeister Niclas Jönsson Tracy Krohn             | Porsche 911 GT3-RSR         | Porsche 3.6L Flat-6       | M      | 148    |
| 40              | LMP2   | 30  | Gérard Welter                    | Patrice Roussel Frédéric Hauchard Julien Briché         | WR LMP04                    | Peugeot 2.0L Turbo I4     | P      | 134    |
| 41              | LMP1   | 5   | Swiss Spirit                     | Harold Primat Marcel Fässler Philipp Peter              | Courage LC70                | Judd GV5 S2 5.0L V10      | M      | 132    |
| 42              | GT1    | 61  | Russian Age Racing               | Tim Sugden Nigel Smith Christian Vann                   | Ferrari 550 GTS Maranello   | Ferrari F133 5.9L V12     | M      | 124    |
| 43              | GT2    | 98  | Noël del Bello Racing            | Adam Sharpe Patrick Bourdais Tom Cloet                  | Porsche 911 GT3-RSR         | Porsche 3.6L Flat-6       | M      | 115    |
| 44              | LMP2   | 36  | Paul Belmondo Racing             | Claude-Yves Gosselin Karim A. Ojjeh Pierre Ragues       | Courage C65                 | Mecachrome 3.4L V8        | M      | 84     |
| 45              | LMP2   | 37  | Paul Belmondo Racing             | Jean-Bernard Bouvet Didier André Yann Clairay           | Courage C65                 | Mecachrome 3.4L V8        | M      | 48     |
| 46              | LMP2   | 35  | G-Force Racing                   | Franck Hahn Jean-François Leroch Ed Morris              | Courage C65                 | Judd XV675 3.4L V8        | D      | 47     |
| 47              | GT2    | 85  | Spyker Squadron b.v.             | Donny Crevels Peter Dumbreck Tom Coronel                | Spyker C8 Spyder GT2-R      | Audi 3.8L V8              | M      | 40     |
| 48              | LMP1   | 13  | Courage Compétition              | Shinji Nakano Jean-Marc Gounon Haruki Kurosawa          | Courage LC70                | Mugen MF458S 4.5L V8      | Y      | 35     |
| 49              | GT2    | 77  | Multimatic Motorsport Team Panoz | Gunnar Jeannette Scott Maxwell Tommy Milner             | Panoz Esperante GT-LM       | Élan 5.0L V8              | P      | 34     |
| 50              | GT1    | 69  | BMS Scuderia Italia              | Fabrizio Gollin Fabio Babini Christian Pescatori        | Aston Martin DBR9           | Aston Martin 6.0L V12     | P      | 3      |
| Nicht gestartet |        |     |                                  |                                                         |                             |                           |        |        |
| 51              | GT2    | 84  | Team Icer Brakes                 | Jesus Diaz Villaroel Tomás Saldaña Javier Macias        | Ferrari F430 GT             | Ferrari F136 4.0L V8      | D      | 1      |

1nicht gestartet

### Nur in der Meldeliste
Hier finden sich Teams, Fahrer und Fahrzeuge die ursprünglich für das Rennen gemeldet waren, aber aus den unterschiedlichsten Gründen daran nicht teilnahmen.
| Pos. | Klasse | Nr. | Team                      | Fahrer                                               | Chassis               | Motor                 | Reifen |
| ---- | ------ | --- | ------------------------- | ---------------------------------------------------- | --------------------- | --------------------- | ------ |
| 52   | LMP1   | 10  | Creation Autosportif Ltd. |                                                      | Creation CA06/H       | Judd GV5 S2 5.0L V10  | M      |
| 53   | LMP2   | 23  | Rollcentre Racing         |                                                      | Radical SR9           | Judd XV675 3.4L V8    | D      |
| 54   | LMP2   | 31  | Rachel Welter             |                                                      | WR LMP2 Hybrid        | Peugeot 2.0L Turbo I4 |        |
| 55   | LMP2   | 40  | Kruse Motorsport          |                                                      | Courage C65           | Judd XV675 3.4L V8    |        |
| 56   | GT2    | 82  | Team LNT                  |                                                      | Panoz Esperante GT-LM | Élan 5.0L V8          | P      |
| 57   | GT2    | 83  | Seikel Motorsport         | Tim Bergmeister Tony Burgess Phillip Collin          | Porsche 911 GT3-RS    | Porsche 3.6L Flat-6   |        |
| 58   | GT2    | 94  | Flying Lizard Motorsports |                                                      | Porsche 911 GT3-RS    | Porsche 3.6L Flat-6   |        |
| 59   | GT2    | 94  | Farnbacher Racing         | Horst Farnbacher Dirk Werner Marco Seefried Ian Baas | Porsche 911 GT3-RS    | Porsche 3.6L Flat-6   |        |

### Klassensieger
| Klasse | Fahrer             | Fahrer           | Fahrer         | Fahrzeug                | Platzierung im Gesamtklassement |
| ------ | ------------------ | ---------------- | -------------- | ----------------------- | ------------------------------- |
| LMP1   | Frank Biela        | Marco Werner     | Emanuele Pirro | Audi R10 TDI            | Gesamtsieg                      |
| LMP2   | Thomas Erdos       | Mike Newton      | Andy Wallace   | MG-Lola EX264           | Rang 8                          |
| GT1    | Oliver Gavin       | Olivier Beretta  | Jan Magnussen  | Chevrolet Corvette C6.R | Rang 4                          |
| GT2    | Lawrence Tomlinson | Tom Kimber-Smith | Richard Dean   | Panoz Esperante GT-LM   | Rang 15                         |

### Renndaten
- Gemeldet: 59
- Gestartet: 50
- Gewertet: 22
- Rennklassen: 4
- Zuschauer: 230.500
- Ehrenstarter des Rennens: unbekannt
- Wetter am Rennwochenende: warm, Regenschauer
- Streckenlänge: 13,650 km
- Fahrzeit des Siegerteams: 24:00:00.000 Stunden
- Runden des Siegerteams: 380
- Distanz des Siegerteams: 5187,000 km
- Siegerschnitt: 215.409 km/h
- Pole Position: Allan McNish – Audi R10 TDI (#7) – 3:30.466 = 222,364 km/h
- Schnellste Rennrunde: Tom Kristensen – Audi T10 TDI (#16) – 3:31.211
- Rennserie: zählte zu keiner Rennserie